# Scaphinotus merkeli
Scaphinotus merkeli är en skalbaggsart som beskrevs av Horn. Scaphinotus merkeli ingår i släktet Scaphinotus och familjen jordlöpare. Inga underarter finns listade i Catalogue of Life.